# Guatteria talamancana
Guatteria talamancana är en kirimojaväxtart som beskrevs av Nelson A. Zamora och Paulus Johannes Maria Maas. Guatteria talamancana ingår i släktet Guatteria och familjen kirimojaväxter. Inga underarter finns listade i Catalogue of Life.